# Straż i Zwiastun Obecności Chrystusa
Straż i Zwiastun Obecności Chrystusa – czasopismo religijne wydawane w języku polskim przez różne grupy Wolnych Badaczy Pisma Świętego z przerwami od 1919. Zajmuje się głównie tłumaczeniem artykułów Charlesa T. Russella opublikowanych w „Strażnicy” do roku 1916. Pierwszym wydawcą czasopisma był Hipolit Oleszyński, współpracownik Pastoralnego Instytutu Biblijnego.

## Historia
Czasopismo to pod nazwą „Strażnica” zaczął wydawać w Chicago w styczniu 1919 roku Hipolit Oleszyński po odłączeniu się od Towarzystwa Strażnica. Jednak po dwóch latach ze względów finansowych w jego wydawaniu nastąpiła przerwa. Pismo ukazywało się jako miesięcznik o objętości 16 stron. Oleszyński wznowił wydawanie pisma w marcu 1924 roku. Ponieważ jednak pismo to posługiwało się nazwą należącą do Towarzystwa Strażnica ze względów prawnych Oleszyński był zmuszony od maja 1925 roku do zmiany jego nazwy na „Straż”. Po Oleszyńskim redaktorem pisma został S.F. Tabaczyński.
Z chwilą wybuchu II wojny światowej czasopismo „Straż” przestało docierać do Polski. Po wojnie władze komunistyczne nie zezwalały na sprowadzanie czasopisma do Polski.
Do grudnia 1942 roku „Straż” ukazywała się staraniem zborów Wolnych Badaczy Pisma Świętego w Ameryce skupionych wokół Pastoralnego Instytutu Biblijnego (PBI). Od stycznia 1943 do końca 1983 roku wydawcą było polskie Stowarzyszenie Badaczy Pisma Świętego w Ameryce (ang. Polish Bible Students Association), które po zjednoczeniu na konwencji połączeniowej zorganizowanej w Detroit w dniach od 5 do 7 września 1942 roku łączyło członków zborów zgromadzonych wokół Pastoralnego Instytutu Biblijnego i polskiej części Dawn Bible Students Association (Brzask). W różnych okresach z różną intensywnością współpracowało ono w Polsce zarówno ze zborami Wolnych Badaczy Pisma Świętego jak i Stowarzyszenia Badaczy Pisma Świętego a także polskimi zborami Wolnych Badaczy Pisma Świętego we Francji. Od 1984 roku w miejsce czasopism „Straż i Zwiastun Obecności Chrystusa” oraz „Blask Nowego Wieku” (do roku 1976 „Brzask Nowej Ery”) zaczęto sprowadzać do Stanów Zjednoczonych czasopismo „Na Straży” wydawane w Polsce przez Zrzeszenie Wolnych Badaczy Pisma Świętego.
W latach 1944–1946 i 1966–1983 czasopismo „Straż” było dwumiesięcznikiem. Po trzyletniej przerwie w 1987 roku wznowiono wydawanie czasopisma przez działające we Francji polskie Zrzeszenie Wolnych Badaczy Pisma Świętego a redaktorem był Antoni Papajak, który wydawał „Straż” jako kwartalnik o objętości 10 stron do swojej śmierci w roku 1995. Po trzynastoletniej przerwie Wydawnictwo „Straż” z Białogardu wznowiło wydawanie pisma w październiku 2008 roku jako kwartalnik o objętości 24 stron. W tej formie czasopismo ukazywało się do końca 2016 roku. Od 2017 roku zmieniono szatę graficzną oraz zaprzestano zwyczaju publikowania artykułów dokładnie sprzed stu lat zrywając z równoległością do czasopisma „Strażnica”.

### Zmiany organu wydawniczego
- 1919 – 1920 – zbory Wolnych Badaczy Pisma Świętego w Ameryce zgromadzone wokół PBI
- 1921 – luty 1924 – przerwa spowodowana brakiem środków
- marzec 1924 – 1942 – zbory Wolnych Badaczy Pisma Świętego w Ameryce zgromadzone wokół PBI
- 1943 – 1983 – Polish Bible Students Association (Stowarzyszenie Polskich Badaczy Pisma Świętego w Ameryce)
- 1984 – 1986 – przerwa („Straż” została zastąpiona przez wydawane w Polsce „Na Straży”)
- 1987 – 1995 – polskie Zrzeszenie Wolnych Badaczy Pisma Świętego we Francji
- 1996 – 2008 – przerwa
- od października 2008 – Wydawnictwo „Straż” z Białogardu